# ドコモケータイdatalink
ドコモケータイdatalink（ - データリンク）は、FOMA用USB接続ケーブルでパソコンとFOMAを繋ぐことで、FOMAとパソコンのデータのバックアップの作成、アドレス帳の編集、その他、携帯電話のファイルの管理を行うためNTTドコモが提供していた無償ソフトウェアである。

## 概要
元々はメーカー毎にデータリンクソフトは作られており、メーカーが異なる機種同士では互換性がなかった。しかし2006年10月に異なったメーカー同士でも、アドレス帳のバックアップをはじめとした、携帯電話のデーターの管理ができるような、現在のソフトがNTTドコモから提供された。ソフト自体は無償だが、FOMA用USB接続ケーブルは別途購入する必要がある。
ドコモケータイdatalinkの機能は電話帳のバックアップや編集だけでなく、スケジュールの管理や同期、メールの作成、画像データや音声ファイルなどの管理等ができる。スマートフォンやPDAの同期ソフトに近い機能も有しておりMicrosoft OutlookやMicrosoft Outlook Expressとの連携も可能である。FOMA900シリーズ以降のほとんどの機種で対応する。
2015年6月30日を以て当ソフトの提供並びにサポート、ホームページを終了した。

## 利用方法
1. ドコモdatalinkホームページ よりdatalinkソフトをダウンロードし、ソフトをパソコンにインストールする。
2. パソコンと携帯電話をFOMA用USB接続ケーブルで接続する。
3. ソフトが携帯の機種を認識し、その機種用のドライバーをダウンロードし、認識作業を行う。
4. パソコン、携帯電話双方に認証パスワードを入力し、接続が完了 同期、バックアップが可能となる。

## 主な機能
パソコンとFOMAをUSB接続ケーブルで接続し、携帯からパソコン上のデータリンクソフトにアドレス帳やスケジュール、写真・音楽・メール本文などを取り込んで、編集したり、バックアップをとることが可能である。ただし著作権付のデータは取り込み不可。
機種によっては利用できない機能もある。

### 電話帳のバックアップと編集
- 電話番号やメールアドレスを、パソコンで編集・管理することができる。
- 電話番号やメールアドレスやプッシュトーク、グループの追加や編集、絵文字入力、画像を貼り付け等も可能。
- Microsoft OutlookやMicrosoft Outlook Expressとの連携も可能。ただし携帯電話とオーガナイザーとの直接同期ではなく、datalinkソフトで取り込んだデータをOutlook等でインポート、エクスポートする仕組みとなる。

なお、この機能を使って電話帳をCSV形式でエクスポートしても、そのデータはドコモWebメールでは使えない。

### スケジュール管理（メールや写真も）
- 携帯電話のスケジュールとdatalinkソフトのスケジュールの同期だけではなく、その日にやり取りしたメール、撮影した写真や動画等を表示させることができ、いつ何をしたかがわかる。
- Microsoft OutlookやMicrosoft Outlook Expressとの連携も可能。ただし携帯電話とオーガナイザーとの直接同期ではなく、datalinkソフトで取り込んだデータをOutlook等でインポート、エクスポートする仕組みとなる。

### その他機能
- 送受信メールのバックアップや編集

携帯電話に保存されている、iモードメール（受信メール、送信メール、未送信メール）などを、パソコン上に取り込むことができる。更にdatalinkソフト上でメールを作成し、携帯電話の送信BOXにインポートすることが可能。そのメール携帯から送信することができる。そのメールの作成の際には絵文字等も利用できる。
- 画像バックアップや編集

撮影した画像を一覧表示させ、画像をフォルダ単位で管理できる。表示方法はリスト形式とサムネイル形式が選択でき、スライドショー機能も付属する。また写真を編集して待ちうけ画面を作成したり、デジタルカメラで撮った写真を携帯画面用に編集することも可能。
- ブックマークの編集、追加

携帯電話に登録しているブックマークの編集や、新しいブックマークを新規に追加することができる。パソコン用サイトのＵＲＬをフルブラウザのブックマークに登録することも可能。
- テキストメモの編集、追加

携帯電話で作成したテキストメモの編集や、新しいテキストメモを新規に追加できる。
- iモーションの編集、追加

携帯電話と外部メモリの中のiモーションを読み込んだり、携帯電話や外部メモリに書き込むことができる。 ファイル形式はMPEG-4／3GP／ASF／M4A／SDV形式の動画ファイルが管理できる。
- トルカのバックアップ

携帯電話の中のトルカを読み込んだり、携帯電話に書き込むことができる。
- メロディのバックアップ

携帯電話の中のメロディを読み込んだり、携帯電話に書き込むことができる。
- ドキュメントのバックアップ

携帯電話の中のマイドキュメントを読み込んだり、パソコンのPDFファイルを携帯電話に書き込むことができる。
- 現在地通知先の編集、登録

携帯電話に登録している現在地通知先の編集や、新しい現在地通知先を新規に追加することができる。

## 対応OS及び対応機種

### 対応OS
- Windows 2000 Pro（SP4）日本語版
- Windows XP（SP2）日本語版
- Windows Vista 日本語版
- Windows 7 日本語版
- Windows 8 日本語版[3]

Windows 7と8は64bit版にも対応

### 対応機種
「NOKIA製品」「BlackBerry 8707h」「BlackBerry Bold」「BlackBerry Bold 9700」「hTc Z」「M1000」「SIMPURE L」「SIMPURE N」「F1100 HT1100」「HT-01A HT-02A」「HT-03A」「SC-01B」「T-01A」「T-01B」「Xperia」「LYNX（SH-10B）」「らくらくホンシンプル」を除く、900i以降に発売されたFOMA端末
SIMPURELとN以外の機種はそれぞれ独自のPCとの同期ソフトとUSB接続ケーブルが携帯に同梱されている。
- NOKIA PC Suite（NOKIA製品）
- MOTORORA Desktop Suite（M1000）
- BlackBerry Desktop Manager（BlackBerry）
- Microsoft ActiveSync （Windows携帯）

### 対応USBケーブル
FOMA充電機能付 USB接続ケーブル 02
FOMA充電機能付 USB接続ケーブル 01
FOMA USB接続ケーブル